# The Elders

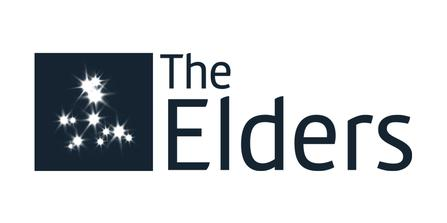

The Elders är en internationell icke-statlig organisation som leds av ett antal pensionerade politiker och människorättsaktivister, med syftet att hantera internationella utmaningar som fattigdom, AIDS och global uppvärmning. Den fristående gruppen bildades formellt av Nelson Mandela i juli 2007 i Johannesburg.

## Bakgrund
Initiativet till gruppen kom från entreprenören Richard Branson och musikern och människorättsaktivisten Peter Gabriel, och idén presenterades för Nelson Mandela som bestämde sig för att stödja den. Tanken var att så som många kulturer vänder sig till äldre för råd, kunde det också fungera på ett globalt plan. En liten grupp av framstående globala ledare skulle med hjälp av sina erfarenheter och inflytande kunna bidra till fredsbyggande och hantering av de många problem som världen står inför.  Tillsammans med Graça Machel och Desmond Tutu samlade därmed Nelson Mandela ihop en grupp av äldre och lanserade den samma dag som han fyllde 89 år den 18 juli 2007.
Gruppens uppgifter kan sammanfattas med att de ska vara en självständig röst som är oberoende nationers, staters eller myndigheters intressen, och istället ska de arbeta för mänskliga rättigheter och mänsklighetens intressen. I alla konflikter måste alla få komma till tals, oavsett hur kontroversiellt det är, och det speglar också gruppens syfte att våga kritisera och lyfta obekväma sanningar och tabun. Men The Elders ska inte heller föreställa allvetande utan framhåller vikten av att varje individ kan göra skillnad och skapa en positiv förändring.

## Medlemmar
För att bli medlem av The Elders krävs först och främst att personen inte längre har något officiellt ämbete, och därmed inte riskerar gruppens oberoende. Medlemmarna bör också vara internationellt erkända ledare som visat på ett inkluderande och progressivt ledarskap. Detta innebär att bland medlemmarna finns fredsmäklare, sociala revolutionärer och kvinnliga pionjärer.
Nuvarande medlemmar är:
- Martti Ahtisaari, före detta finsk president och mottagare av Nobels fredspris 2008
- Kofi Annan, ordförande och FN:s före detta generalsekreterare
- Ela Bhatt, grundare av Self-Employed Women's Association
- Lakhdar Brahimi, före detta algerisk utrikesminister och FN-sändebud
- Gro Harlem Brundtland, tidigare Norges statsminister, generaldirektör för WHO och FN-sändebud
- Fernando Henrique Cardoso, tidigare Brasiliens president
- Jimmy Carter, tidigare USA:s president
- Graça Machel, före detta utbildningsminister i Moçambique och grundare av Foundation for Community Development i Moçambique
- Mary Robinson, tidigare Irlands president och FN:s högkommissionär för mänskliga rättigheter

### Hedersmedlem
- Desmond Tutu, biskop av Kapstaden, ordförande i Sydafrikas sanningskommission

### Tidigare medlemmar
- Li Zhaoxing, tidigare utrikesminister i Kina
- Aung San Suu Kyi, oppositionsledare i Myanmar
- Muhammad Yunus, grundare av Grameen Bank och mottagare av Nobels fredspris 2006
- Nelson Mandela, tidigare Sydafrikas president och apartheidmotståndare

## Arbete
The Elders arbetar främst på två sätt: dels genom att stötta existerande rörelser genom det inflytande de har och dels genom att på egen hand lyfta fram orättvisor och bortglömda frågor. De har tidigare engagerat sig för avskaffande av kärnvapen och barnäktenskap, och tagit del i fredsarbetet i bland annat Elfenbenskusten, Sri Lanka och Cypern. För närvarande arbetar de till exempel för att skapa ett starkare och mer demokratiskt FN, med ledarskap mot klimatförändringar och för hållbarhet, för fred i Israel–Palestina-konflikten, samt för ett öppnare Iran.